# Драган Самарџић
Драган Самарџић (Београд, 1966 — Београд, 25. април 2001) био је познати филмски продуцент и син југословенског и српског глумца Љубише Самарџића.
Заједно са оцем 1990. године покренуо филмску продуцентску кућу Синема дизајн као прву независну продуцентску кућу у предвечерје распада СФРЈ.
Филмови из њихове продуцентске куће су освајали доста награда у земљи и иностранству. Као извршни продуцент је потписао пет филмова.
Преминуо је после тешке борбе са леукемијом 2001. године. Иза себе је оставио сина Стефана и ћерку Сару (1994).

## Продукција филмова
| Год.  | Назив                             | Улога              |
| ----- | --------------------------------- | ------------------ |
|       |                                   |                    |
| 1992. | Булевар револуције                | извршни продуцент  |
| 1992. | Полицајац са Петловог брда (филм) | извршни продуцент  |
| 1993. | Кажи зашто ме остави              | менаџер продукције |
| 1994. | Полицајац са Петловог брда        | извршни продуцент  |
| 1995. | Убиство са предумишљајем          | продуцент          |
| 1998. | Стршљен                           | извршни продуцент  |
| 1998. | Точкови                           | извршни продуцент  |
| 2000. | Небеска удица                     | извршни продуцент  |
| 2001. | Наташа                            | извршни продуцент  |